# 腹腔鏡手術
腹腔鏡手術（Laparoscopy）是由德國醫師George Kelling在1901年發明的手術，是由小的切口（約0.5至1.5公分）配合攝影機，在腹部或骨盆進行的治療。腹腔鏡會在腹部小傷口，可以進行診斷或是治療。
腹腔鏡手術也稱為微創手術（MIS），是新的外科手術方式。相較於傳統的手術方式，腹腔鏡手術對病人有許多好處：因為傷口較小，病人比較不會疼痛，出血較少，也比較快復原。腹腔鏡手術的關鍵器材是腹腔鏡（laparoscope），是長的光纖，可以透過光纖觀看需診斷或是治療的部位。
腹腔鏡手術包括在腹部或是骨盆腔的手術，若是在胸腔上開口進行的類似手術會稱為胸腔鏡手術（thoracoscopic surgery）。腹腔鏡手術中可以使用的特製工具有镊子、剪刀、探针、剝離器、定位針及牽引器。腹腔鏡及胸腔鏡手術都屬於內視鏡手術的一種。

## 中國大陸的發展
1981年，腹腔鏡手術開始在中國大陸發展。2021年6月，由人間世製作團隊創作的中華人民共和國首部腹腔鏡手術紀錄片《小孔之光》在上海广播电视台纪实人文频道播出，共三集。

## 外部連結
- Feder, Barnaby J. . The New York Times. 2006-03-17. ISSN 0362-4331 （美国英语）.